# Добровольские
Доброво́льские — польский, российский и австрийский дворянский род.

## История рода
Род Добровольских происходит из польской шляхты. После Разделов Польши многие представители рода оказались подданными России и служили российскому престолу в разных чинах. Определением Екатеринославского дворянского собрания род Добровольских был внесен в 4-ю часть губернской дворянской родословной книги.
В империи Габсбургов род Добровольских подтвердил своё шляхетское происхождение в королевстве Галиции и Лодомерии..

## Описание герба
В щите, разделённом надвое, в верхней половине в зелёном поле, изображена серебряная грабля, поставленная на холме, означенном в нижнем золотом поле.
Щит увенчан дворянскими шлемом и короною с павлиньими перьями. Намёт на щите зелёный, подложенный серебром. Щит держат два льва. 
Герб рода Добровольских внесён в Часть 8 Общего гербовника дворянских родов Всероссийской империи, стр. 140.